# Issigeac
Issigeac est une commune française située au sud du département de la Dordogne, en région Nouvelle-Aquitaine. De 1790 à 2015, la commune était le chef-lieu du canton d'Issigeac.

## Géographie

### Généralités
Dans le sud du département de la Dordogne, la commune d'Issigeac est située en Bergeracois, dans l'aire d'attraction de Bergerac. Elle est traversée du nord-est au sud ouest par la Banège, un affluent du Dropt.
À l'intersection des routes départementales (RD) 14, 21 et 25 et bordé au nord par la Banège, au sud-est de l'important vignoble de monbazillac, le bourg d'Issigeac se situe, en distances orthodromiques, quinze kilomètres au sud-ouest de Lalinde et dix-sept kilomètres au sud-est du centre-ville de Bergerac. La cité est située juste au sud de la limite du bassin versant de la Dordogne. Elle est positionnée sur une petite colline dans une zone humide entourée de terres agricoles.
Le territoire communal est également desservi par la RD 23, menant à Boisse.

### Communes limitrophes
Issigeac est limitrophe de six autres communes.
| Monsaguel | Saint-Cernin-de-Labarde | Montaut |
|           | Issigeac                |         |
| Plaisance | Monmarvès               | Boisse  |

### Géologie et relief

#### Géologie
Situé sur la plaque nord du Bassin aquitain et bordé à son extrémité nord-est par une frange du Massif central, le département de la Dordogne présente une grande diversité géologique. Les terrains sont disposés en profondeur en strates régulières, témoins d'une sédimentation sur cette ancienne plate-forme marine. Le département peut ainsi être découpé sur le plan géologique en quatre gradins différenciés selon leur âge géologique. Issigeac est située dans le quatrième gradin à partir du nord-est, un plateau formé de dépôts siliceux-gréseux et de calcaires lacustres de l'ère tertiaire.
Les couches affleurantes sur le territoire communal sont constituées de formations superficielles du Quaternaire et de roches sédimentaires datant du Cénozoïque. La formation la plus ancienne, notée e7c, est du calcaire d'Issigeac, des calcaires blancs et roses à meulières éparses (Priabonien supérieur continental). La formation la plus récente, notée Fy3-z, fait partie des formations superficielles de type alluvions subactuelles à actuelles. Le descriptif de ces couches est détaillé dans  la feuille « no 830 - Eymet » de la carte géologique au 1/50 000 de la France métropolitaine, et sa notice associée.

Carte géologique d'Issigeac.

#### Relief et paysages
Le département de la Dordogne se présente comme un vaste plateau incliné du nord-est (491 m, à la forêt de Vieillecour dans le Nontronnais, à Saint-Pierre-de-Frugie) au sud-ouest (2 m à Lamothe-Montravel). L'altitude du territoire communal varie quant à elle entre 94 m et 166 m,.
Dans le cadre de la Convention européenne du paysage entrée en vigueur en France le 1er juillet 2006, renforcée par la loi du 8 août 2016 pour la reconquête de la biodiversité, de la nature et des paysages, un atlas des paysages de la Dordogne a été élaboré sous maîtrise d’ouvrage de l’État et publié en octobre 2020. Les paysages du département s'organisent en huit unités paysagères et 14 sous-unités. La commune est dans le Bergeracois, une région naturelle présentant un relief contrasté, avec les deux grandes vallées de la Dordogne et du Dropt séparées par un plateau plus ou moins vallonné, dont la pente générale s’incline doucement d’est en ouest. Ce territoire offre des paysages ouverts qui tranchent avec les paysages périgourdins. Il est composé de vignes, vergers et cultures,.
La superficie cadastrale de la commune publiée par l'Insee, qui sert de référence dans toutes les statistiques, est de 9,16 km2,,. La superficie géographique, issue de la BD Topo, composante du Référentiel à grande échelle produit par l'IGN, est quant à elle de 9,27 km2.

### Hydrographie

#### Réseau hydrographique
La commune est située pour partie dans le bassin de la Dordogne et pour partie dans   le bassin de la Garonne au sein du Bassin Adour-Garonne. Elle est drainée par la Banège et par un petit cours d'eau, qui constituent un réseau hydrographique de 6 km de longueur totale,.
La Banège, d'une longueur totale de 17,6 km, prend sa source à Bardou et se jette dans le Dropt en rive droite à Plaisance, face à Cahuzac,. Elle traverse la commune de l'est au sud-ouest sur quatre kilomètres et demi.

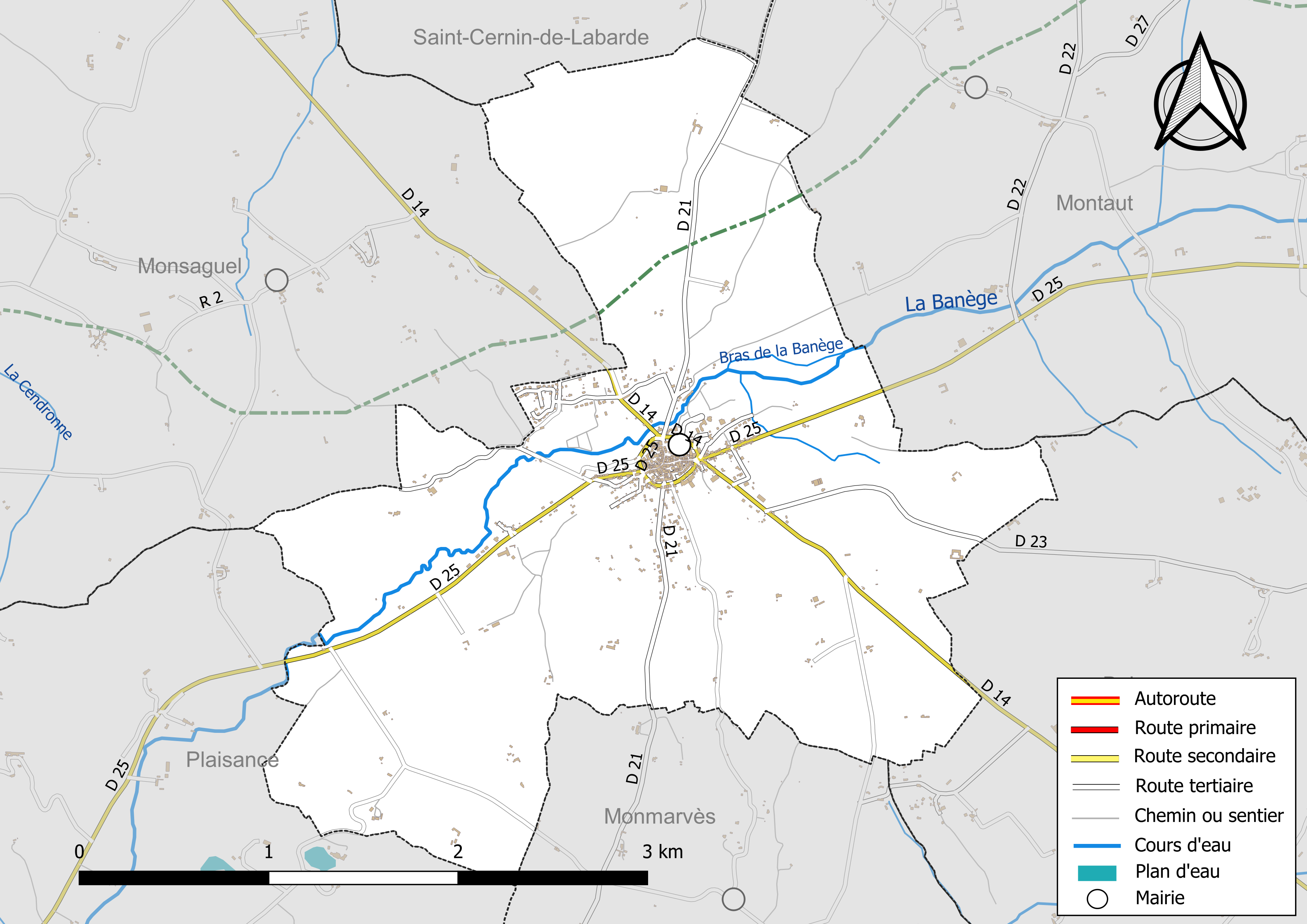
Réseaux hydrographique et routier d'Issigeac[Note 3].
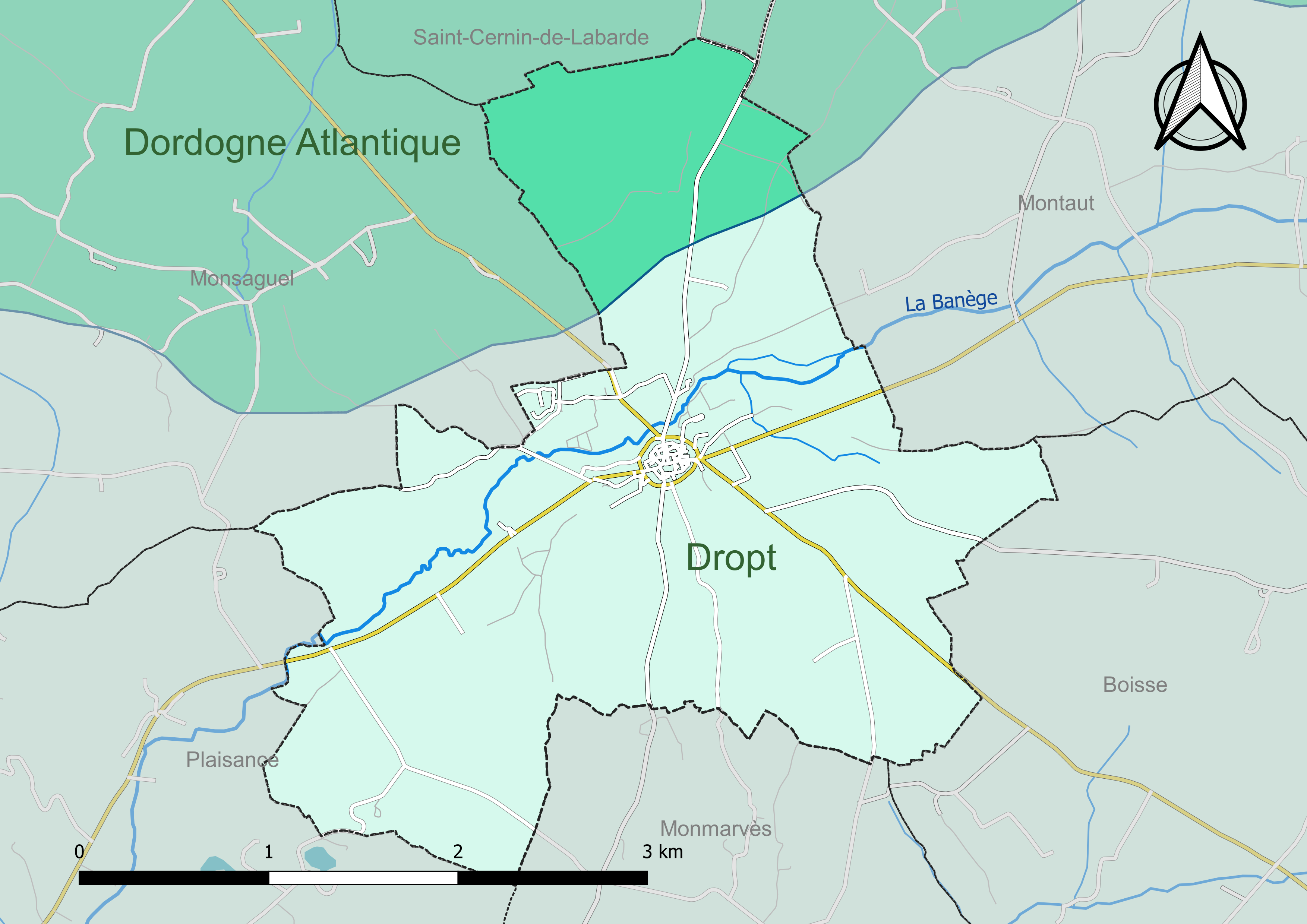
Carte des schémas d'aménagement et de gestion des eaux (SAGE) couvrant le territoire communal d'Issigeac.

#### Gestion et qualité des eaux
Le territoire communal est couvert par les schémas d'aménagement et de gestion des eaux (SAGE) « Dordogne Atlantique » et « Dropt ». Le SAGE « Dordogne Atlantique », dont le territoire correspond au sous‐bassin le plus aval du bassin versant de la Dordogne (aval de la confluence Dordogne - Vézère)., d'une superficie de 2 700 km2 est en cours d'élaboration. La structure porteuse de l'élaboration et de la mise en œuvre est l'établissement public territorial de bassin de la Dordogne (EPIDOR). Le SAGE « Dropt », dont le territoire correspond au bassin versant du Dropt, d'une superficie de 1 522 km2, a été approuvé le 13 janvier 2022. La structure porteuse de l'élaboration et de la mise en œuvre est le syndicat mixte EPIDROPT. Ils définissent chacun sur leur territoire les objectifs généraux d’utilisation, de mise en valeur et de protection quantitative et qualitative des ressources en eau superficielle et souterraine, en respect des objectifs de qualité définis dans le troisième SDAGE  du Bassin Adour-Garonne qui couvre la période 2022-2027, approuvé le 10 mars 2022.
La majeure partie du territoire communal dépend du SAGE Dropt. Au nord, une zone d'environ 15 % du territoire est rattachée au SAGE Dordogne Atlantique.
La qualité des eaux de baignade et des cours d’eau peut être consultée sur un site dédié géré par les agences de l’eau et l’Agence française pour la biodiversité.

### Climat
Pour des articles plus généraux, voir Climat de la Nouvelle-Aquitaine et Climat de la Dordogne.
Historiquement, la commune est exposée à un climat océanique aquitain.  
En 2020, Météo-France publie une typologie des climats de la France métropolitaine dans laquelle la commune est dans une zone de transition entre le climat océanique et le climat océanique altéré et est dans la région climatique  Aquitaine, Gascogne, caractérisée par une pluviométrie abondante au printemps, modérée en automne, un faible ensoleillement au printemps, un été chaud (19,5 °C), des vents faibles, des brouillards fréquents en automne et en hiver et des orages fréquents en été (15 à 20 jours).
Pour la période 1971-2000, la température annuelle moyenne est de 13 °C, avec  une amplitude thermique annuelle de 15,1 °C. Le cumul annuel moyen de précipitations est de 822 mm, avec 10,9 jours de précipitations en janvier et 6,9 jours en juillet. Pour la période 1991-2020, la température moyenne annuelle observée sur la station météorologique la plus proche, située sur la commune de Bergerac à 17 km à vol d'oiseau, est de 13,2 °C et le cumul annuel moyen de précipitations est de 792,9 mm,. Pour l'avenir, les paramètres climatiques de la commune estimés pour 2050 selon différents scénarios d’émission de gaz à effet de serre sont consultables sur un site dédié publié par Météo-France en novembre 2022.

## Urbanisme

### Typologie
Au 1er janvier 2024, Issigeac est catégorisée commune rurale à habitat dispersé, selon la nouvelle grille communale de densité à 7 niveaux définie par l'Insee en 2022.
Elle est située hors unité urbaine. Par ailleurs la commune fait partie de l'aire d'attraction de Bergerac, dont elle est une commune de la couronne,. Cette aire, qui regroupe 73 communes, est catégorisée dans les aires de 50 000 à moins de 200 000 habitants,.

### Occupation des sols
L'occupation des sols de la commune, telle qu'elle ressort de la base de données européenne d’occupation biophysique des sols Corine Land Cover (CLC), est marquée par l'importance des territoires agricoles (93,5 % en 2018), en diminution par rapport à 1990 (96,1 %). La répartition détaillée en 2018 est la suivante : 
terres arables (81,8 %), prairies (6,3 %), zones urbanisées (5,4 %), zones agricoles hétérogènes (5,4 %), forêts (1,1 %). L'évolution de l’occupation des sols de la commune et de ses infrastructures peut être observée sur les différentes représentations cartographiques du territoire : la carte de Cassini (XVIIIe siècle), la carte d'état-major (1820-1866) et les cartes ou photos aériennes de l'IGN pour la période actuelle (1950 à aujourd'hui).

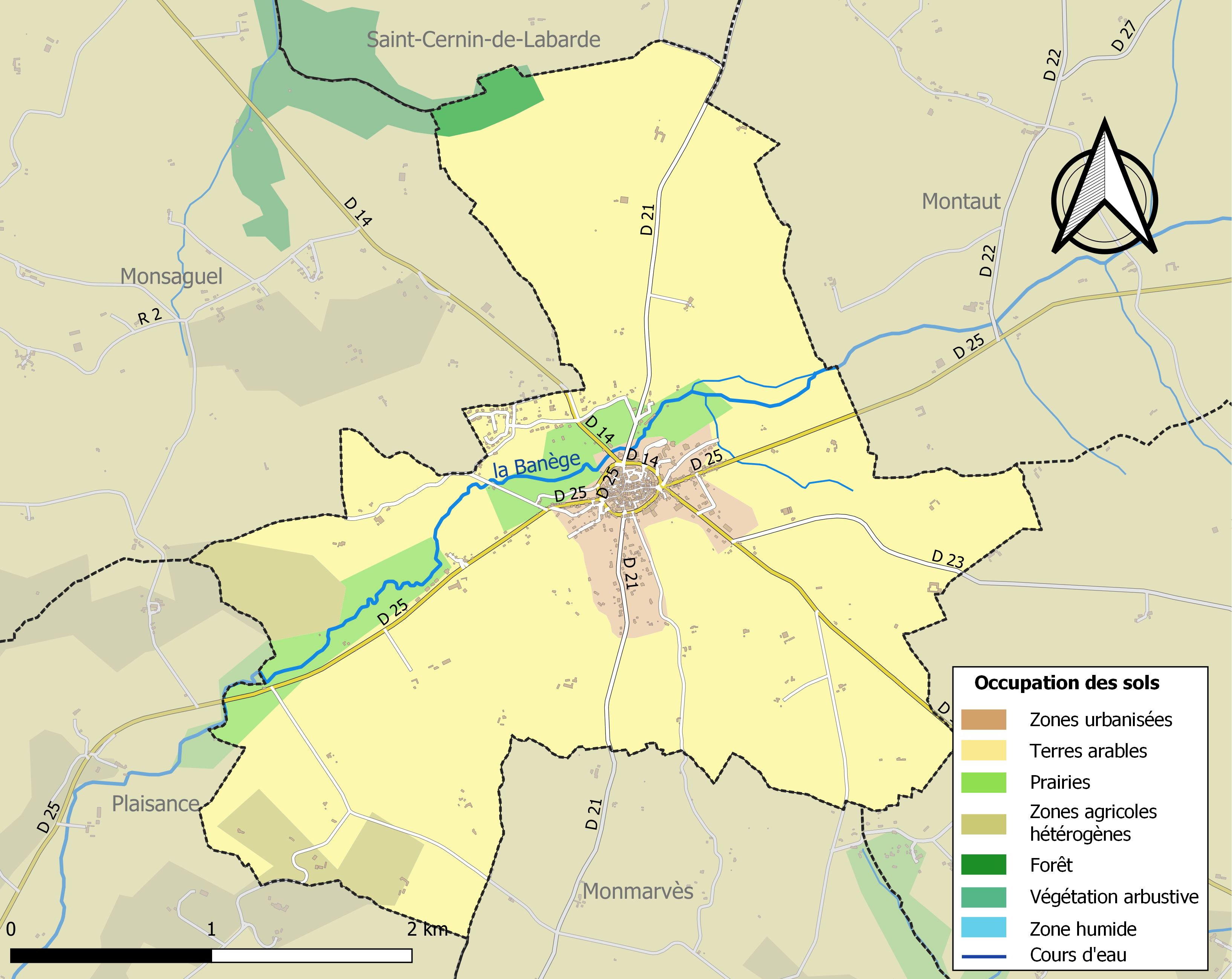
Carte des infrastructures et de l'occupation des sols de la commune en 2018 (CLC).

### Prévention des risques
Le territoire de la commune d'Issigeac est vulnérable à différents aléas naturels : météorologiques (tempête, orage, neige, grand froid, canicule ou sécheresse), feux de forêts et séisme (sismicité très faible). Un site publié par le BRGM permet d'évaluer simplement et rapidement les risques d'un bien localisé soit par son adresse soit par le numéro de sa parcelle.
Issigeac est exposée au risque de feu de forêt. L’arrêté préfectoral du 14 mars 2013 fixe les conditions de pratique des incinérations et de brûlage dans un objectif de réduire le risque de départs d’incendie. À ce titre, des périodes sont déterminées : interdiction totale du 15 février au 15 mai et du 15 juin au 15 octobre, utilisation réglementée du 16 mai au 14 juin et du 16 octobre au 14 février. En septembre 2020, un plan inter-départemental de protection des forêts contre les incendies (PidPFCI) a été adopté pour la période 2019-2029,.
La commune a été reconnue en état de catastrophe naturelle au titre des dommages causés par les inondations et coulées de boue survenues en 1982 et 1999, par la sécheresse en 2011 et par des mouvements de terrain en 1999.

## Toponymie
La mention la plus ancienne connue figure sur le rouleau des morts de Seniofredus vers 1009. La graphie était alors Ysijac et pourrait faire référence à la déesse Isis (Isis-jaceo/jacio).
En occitan, la commune porte le nom de Sijac. Les villages voisins sont en hauteur : Monsaguel, Monmadalès, Monmarvès, Montaut (ainsi qu'un lieu-dit Mongerma).

## Histoire
Issigeac est essentiellement un bourg médiéval.
La voie romaine reliant Agen (Aginum) à Périgueux (Vésuna) par Eysses (Exidium) passait par Issigeac comme le montre un milliaire trouvé au sud de la commune et attribué à César. Au IVe siècle de notre ère, il existait d'importants thermes gallo-romains en partie découverts en 1994, à l'occasion de travaux de tout-à-l'égout. Cet édifice était orné de mosaïques, d'éléments décoratifs en stuc. Une nécropole mérovingienne s'implanta après la destruction du site par les Wisigoths.
La plus ancienne mention écrite connue d'Issigeac date de 1008-1009. Le rouleau de Seniofredus précise qu'en l'église Saint-Martin se trouvaient les reliques de saint Félicien et saint Exupère. En 1153, les textes mentionnent le monastère, qui dépendait de la grande abbaye de Sarlat. Durant le XIIIe siècle, la cité se blottit à l'intérieur de remparts, afin de se protéger des combats de la Guerre de Cent Ans. Cette seigneurie dépendait des seigneurs de Bergerac, mais très vite, les doyens (responsables de la communauté de moines) accaparèrent les droits féodaux, et devinrent seigneurs spirituels et temporels de la juridiction d'Issigeac. Des coutumes (« Charte de privilèges ») furent rédigées en 1298 grâce à un accord entre, d'une part, Raymond Barrière, doyen et seigneur d'Issigeac, et Bernard, abbé et seigneur de Sarlat, dont dépendaient le couvent et la seigneurie d'Issigeac, et les habitants de la ville, d'autre part.
En 1318, l'abbaye d'Issigeac est réduite en doyenné et ses revenus sont réunis à la mense épiscopale du nouvel évêché de Sarlat,
En 1351, Issigeac fut rattaché aux biens de l'évêché de Sarlat : dès lors, Issigeac devint une résidence des prélats de Sarlat. L'église actuelle, dont les fondations sont datées du XIe siècle, fut construite au XVIe siècle par l'évêque de Sarlat, Armand de Gontaut-Biron. Mais bientôt, la cité souffrit beaucoup des guerres de Religion. Le château et l'église furent en partie détruits, et la cité ne retrouva son calme qu'au XVIIe siècle. L'église et l'actuel château furent reconstruits sous l'épiscopat de François III de Salignac de Lamothe-Fénelon. C'est à cette même époque que Fénelon, célèbre écrivain, résida chez son oncle dans ce château.
En 1789, la cité rédigea son cahier de doléances et connut pendant tout le XIXe siècle de nombreux changements, heureusement sans trop d'effets sur l'architecture du bourg. Malgré un regain d'activités au siècle dernier, la cité s'endormit au début du XXe siècle, ce qui la préserva des grands travaux de réaménagements urbains.
À partir de 1973 et la parution du livre Le Temps incertain de Michel Jeury, Issigeac devient, selon l'éditeur Gérard Klein, le lieu de pèlerinage de la science-fiction. En 2018 est créé le centre d'archives du Temps incertain, géré par l'association des Amis de Michel Jeury.
En 2018, le marché dominical fut reconnu plus beau marché d'Aquitaine et classé 7e au niveau national d'un concours organisé par la chaîne de télévision TF1. Il accueille chaque dimanche plusieurs milliers de personnes dans les ruelles de la cité.

## Politique et administration

### Rattachements administratifs et électoraux
Dès 1790, la commune d'Issigeac est le chef-lieu du canton d'Issigeac qui dépend du district de Bergerac jusqu'en 1795, date de suppression des districts. En 1801, le canton est rattaché à l'arrondissement de Bergerac.
Dans le cadre de la réforme de 2014 définie par le décret du 21 février 2014, ce canton disparaît aux élections départementales de mars 2015. La commune est alors rattachée au canton du Sud-Bergeracois, dont le bureau centralisateur se trouve à Eymet.

### Intercommunalité
Issigeac intègre dès son origine la communauté de communes du Pays issigeacois, créée le 29 décembre 2009 pour une prise d'effet au 1er janvier 2010. Celle-ci est dissoute au 31 décembre 2013 et remplacée au 1er janvier 2014 par la communauté de communes des Portes sud Périgord.

### Administration municipale
La population de la commune étant comprise entre 500 et 1 499 habitants au recensement de 2017, quinze conseillers municipaux ont été élus en 2020,.

### Liste des maires

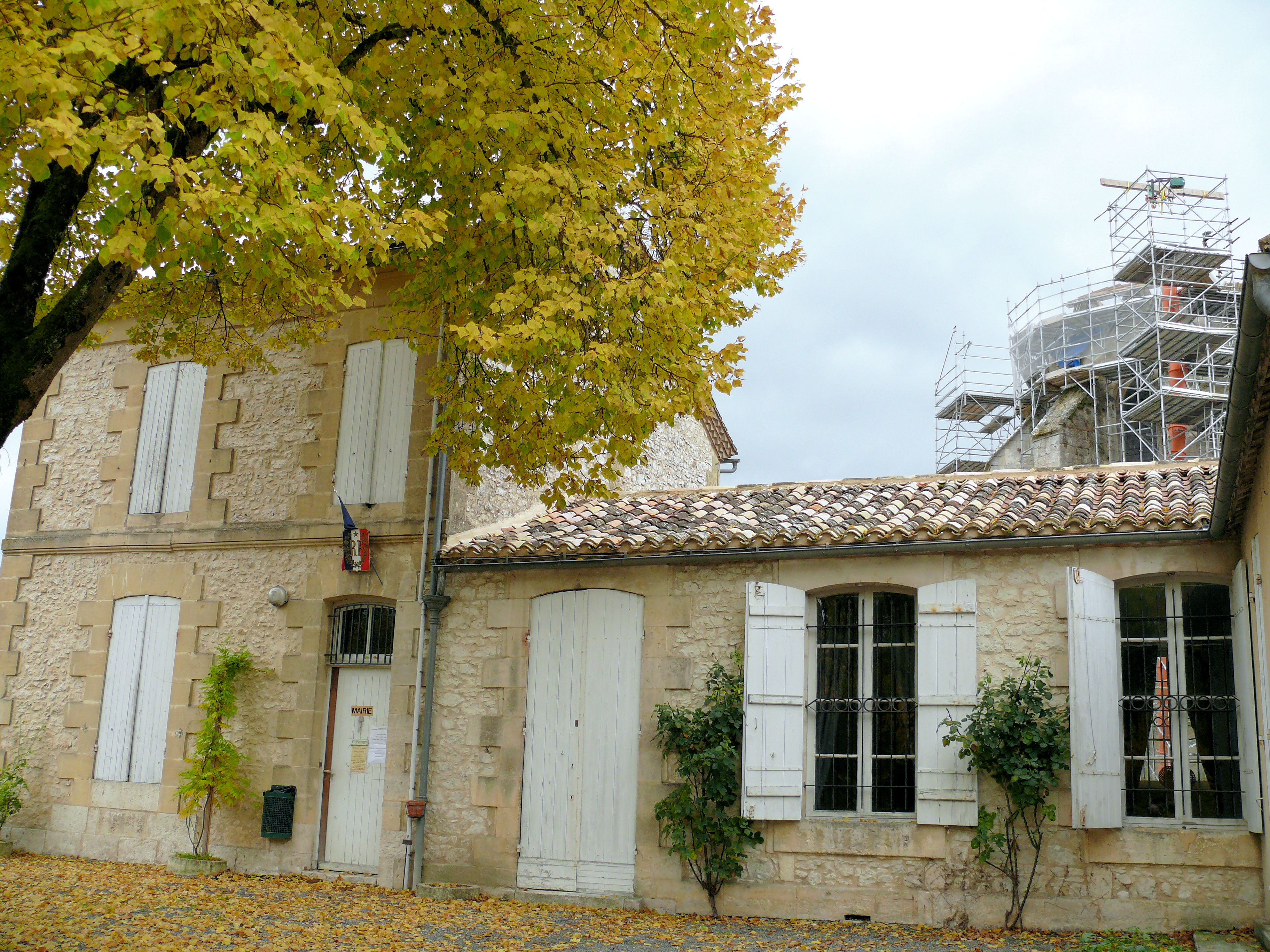
La mairie.

| Période                                  | Période   | Identité              | Étiquette | Qualité                                                                        |
| ---------------------------------------- | --------- | --------------------- | --------- | ------------------------------------------------------------------------------ |
| Les données manquantes sont à compléter. |           |                       |           |                                                                                |
|                                          |           |                       |           |                                                                                |
|                                          |           | Claude Gisquet        |           |                                                                                |
| 1989                                     | mars 2008 | Jean-Marie Bos        | PS        | Retraité des PTT Conseiller général du canton d'Issigeac (1994-2008)           |
| mars 2008 (réélu en mai 2020)            | En cours  | Jean-Claude Castagner | PS        | Directeur d'école retraité Conseiller général du canton d'Issigeac (2008-2015) |

### Politique environnementale
Début 2025, le bourg d'Issigeac est labellisé Petite Cité de Caractère.

## Équipements et services publics

### Justice
Dans le domaine judiciaire, Issigeac relève : 
- du tribunal judiciaire, du tribunal pour enfants, du conseil de prud'hommes et du tribunal de commerce de Bergerac ;
- du pôle Nationalité du tribunal judiciaire de Périgueux (compétent uniquement dans le domaine de la nationalité) ;
- de la cour d'appel, du tribunal administratif et de la  cour administrative d'appel de Bordeaux.

## Population et société

### Démographie

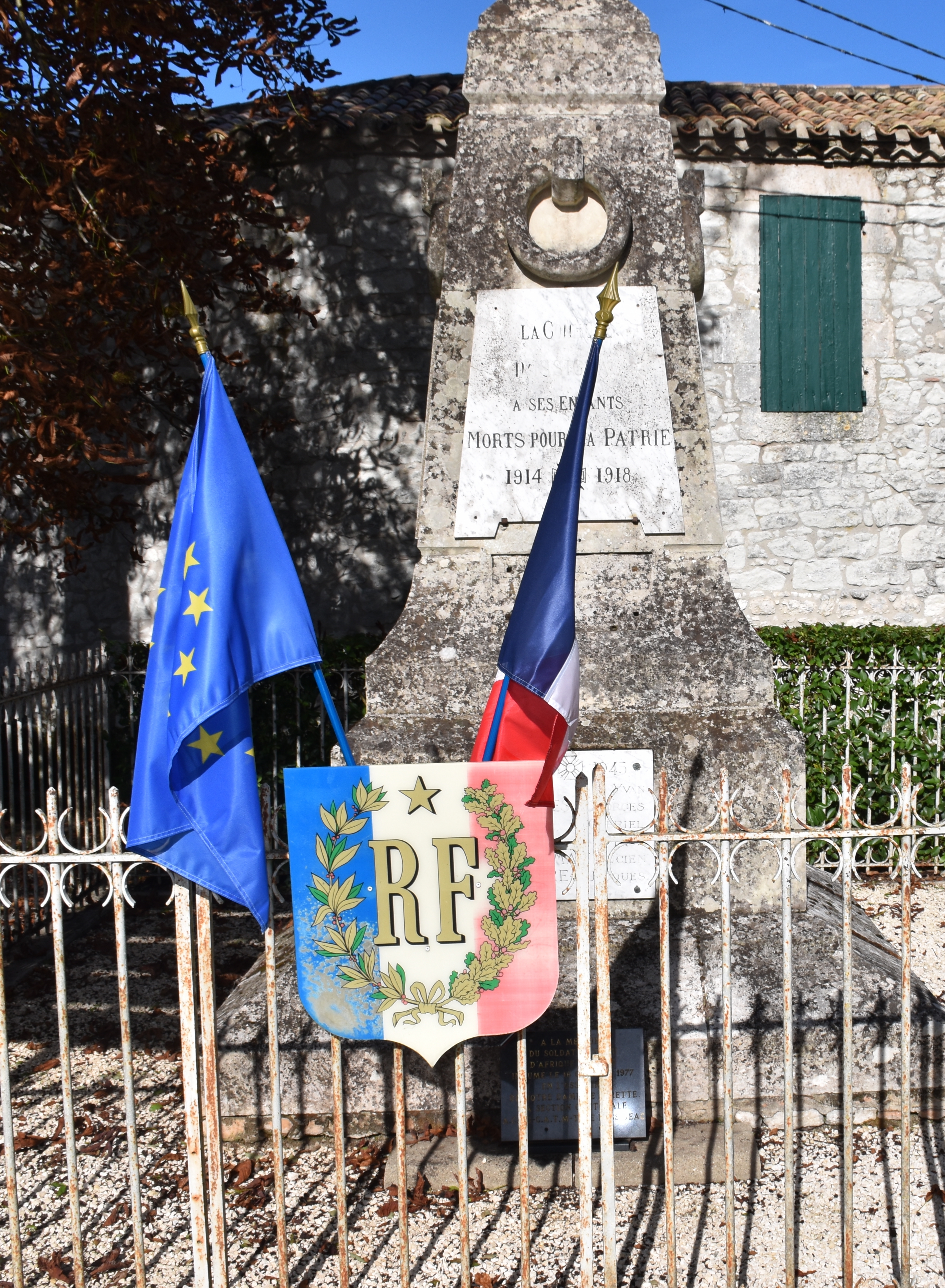
Le monument aux morts.

Les habitants d'Issigeac sont appelés les Issigeacois.
L'évolution du nombre d'habitants est connue à travers les recensements de la population effectués dans la commune depuis 1793. Pour les communes de moins de 10 000 habitants, une enquête de recensement portant sur toute la population est réalisée tous les cinq ans, les populations de référence des années intermédiaires étant quant à elles estimées par interpolation ou extrapolation. Pour la commune, le premier recensement exhaustif entrant dans le cadre du nouveau dispositif a été réalisé en 2004.

En 2022, la commune comptait 748 habitants, en évolution de −2,35 % par rapport à 2016 (Dordogne : +0,37 %, France hors Mayotte : +2,11 %).
| 1793 | 1800 | 1806 | 1821 | 1831 | 1836  | 1841  | 1846  | 1851  |
| ---- | ---- | ---- | ---- | ---- | ----- | ----- | ----- | ----- |
| 921  | 879  | 936  | 970  | 977  | 1 040 | 1 068 | 1 089 | 1 064 |

| 1856  | 1861  | 1866  | 1872  | 1876  | 1881  | 1886 | 1891 | 1896 |
| ----- | ----- | ----- | ----- | ----- | ----- | ---- | ---- | ---- |
| 1 020 | 1 043 | 1 026 | 1 062 | 1 046 | 1 103 | 959  | 914  | 851  |

| 1901 | 1906 | 1911 | 1921 | 1926 | 1931 | 1936 | 1946 | 1954 |
| ---- | ---- | ---- | ---- | ---- | ---- | ---- | ---- | ---- |
| 780  | 801  | 769  | 737  | 730  | 790  | 842  | 687  | 683  |

| 1962 | 1968 | 1975 | 1982 | 1990 | 1999 | 2004 | 2006 | 2009 |
| ---- | ---- | ---- | ---- | ---- | ---- | ---- | ---- | ---- |
| 712  | 709  | 669  | 686  | 638  | 617  | 665  | 677  | 634  |

| 2014 | 2019 | 2022 | - | - | - | - | - | - |
| ---- | ---- | ---- | - | - | - | - | - | - |
| 753  | 740  | 748  | - | - | - | - | - | - |

### Manifestations culturelles et festivités
- Courses de chevaux le dimanche de la Pentecôte[55].
- Village du disque et de la BD, le troisième week-end de juin.
- Bodega le deuxième week-end de juillet[56].
- Rassemblement auto-moto un dimanche de fin juillet (19e édition en 2025 avec « exposition de voitures anciennes et de motos de collection », ainsi qu'une « parade de véhicules accompagnée de pin-up en tenue d'époque »[57].
- Foire aux paniers chaque été depuis le début des années 1990[58]).
- Exposition sur l'œuvre de Michel Jeury en juin 2013[59].
- Foire à la brocante et aux antiquités le premier week-end du mois d'août.
- Foire aux potirons en octobre (32e édition en 2019)[60].

### Sports
En bordure de la route départementale 25, un hippodrome est implanté au lieu-dit Éguières, ou les Eyères. Traditionnellement, des courses hippiques y sont organisées le dimanche de Pentecôte.

## Économie

### Emploi
En 2015, parmi la population communale comprise entre 15 et 64 ans, les actifs représentent 306 personnes, soit 40,3 % de la population municipale. Le nombre de chômeurs (trente-huit) a augmenté par rapport à 2010 (trente-quatre) et le taux de chômage de cette population active s'établit à 12,5 %.

### Établissements
Au 31 décembre 2015, la commune compte 134 établissements, dont 91 au niveau des commerces, transports ou services, quinze relatifs au secteur administratif, à l'enseignement, à la santé ou à l'action sociale, quatorze dans la construction, dix dans l'industrie, et quatre dans l'agriculture, la sylviculture ou la pêche.

## Culture locale et patrimoine

### Lieux et monuments

#### Église Saint-Félicien
À la fin du XVe siècle, Armand de Gontaut-Biron, évêque de Sarlat et seigneur d'Issigeac, fit élever l'église actuelle sur l'emplacement du prieuré roman.
La construction a duré près de 40 ans et fut achevée en 1527.
L'église Saint-Félicien présente un bel ensemble de l'architecture gothique finissante (un exemple rare en Périgord) à trois nefs soutenues par des arcs-boutants.
Le clocher octogonal rompt avec l'architecture des XVe et XVIe siècles et rappelle l'art roman.
Éléments remarquables : 
- le clocher octogonal ;
- le portail avec ses voussures torsadée et en bâton écoté ;
- la nef centrale avec ses piliers-fûts ;
- l'abside et les absidioles pentagonales ;
- les lancettes (fenêtres) du chevet et les vitraux du XIXe siècle ;
- les statues de Bois tuqué (XVIIe siècle) dans le chœur ;
- la statue de Marie en bois doré (XVIIe siècle) ;
- un ensemble de vitraux datant du XIXe siècle.

L'église Saint-Félicien est classée au titre des monuments historiques en 2001.
Des travaux de rénovation importants sont en cours, car de graves fissures sont apparues ces dernières années et une partie de la nef sud s'est écroulée en 2006.

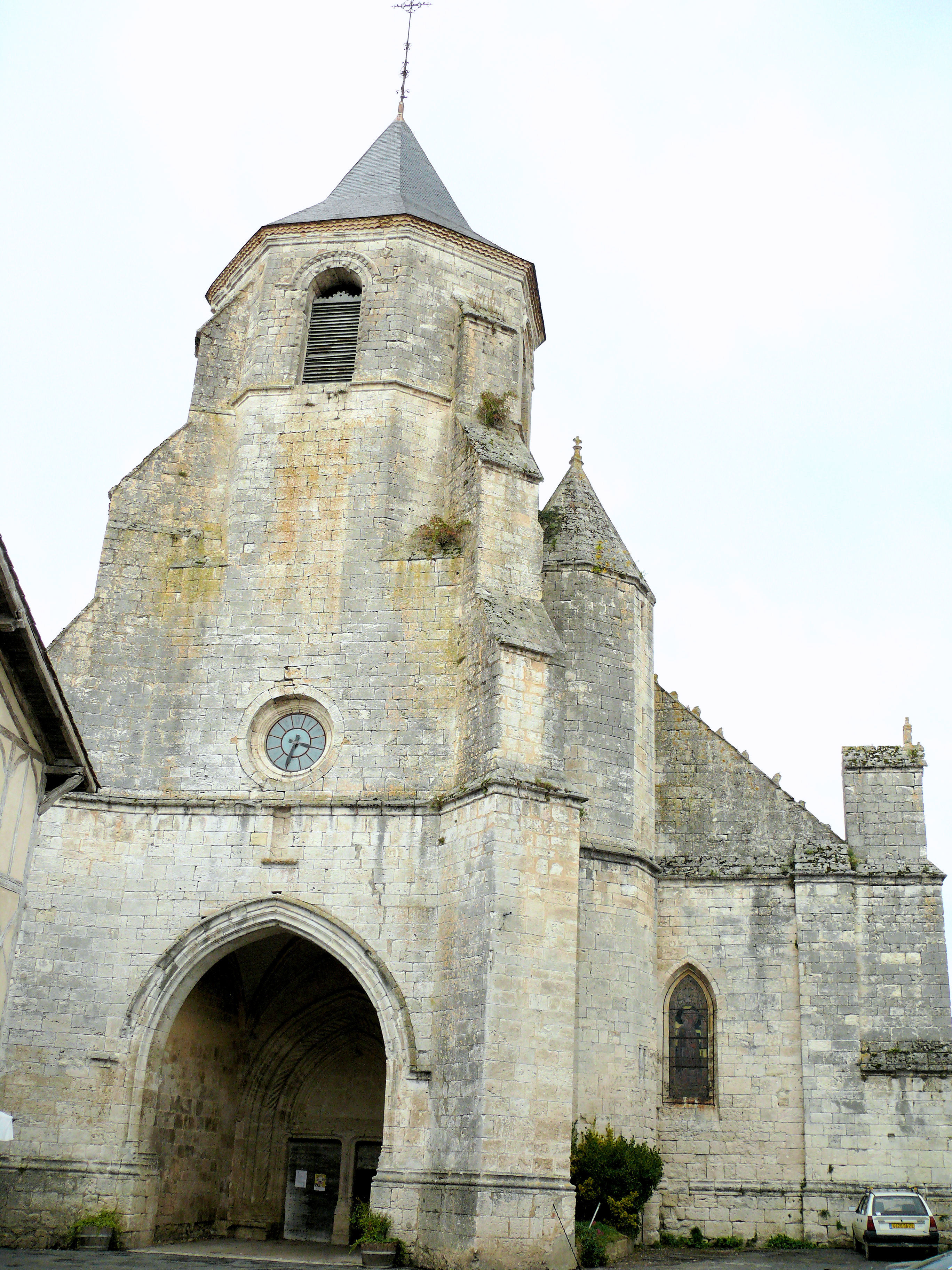
Façade occidentale : porche et clocher.
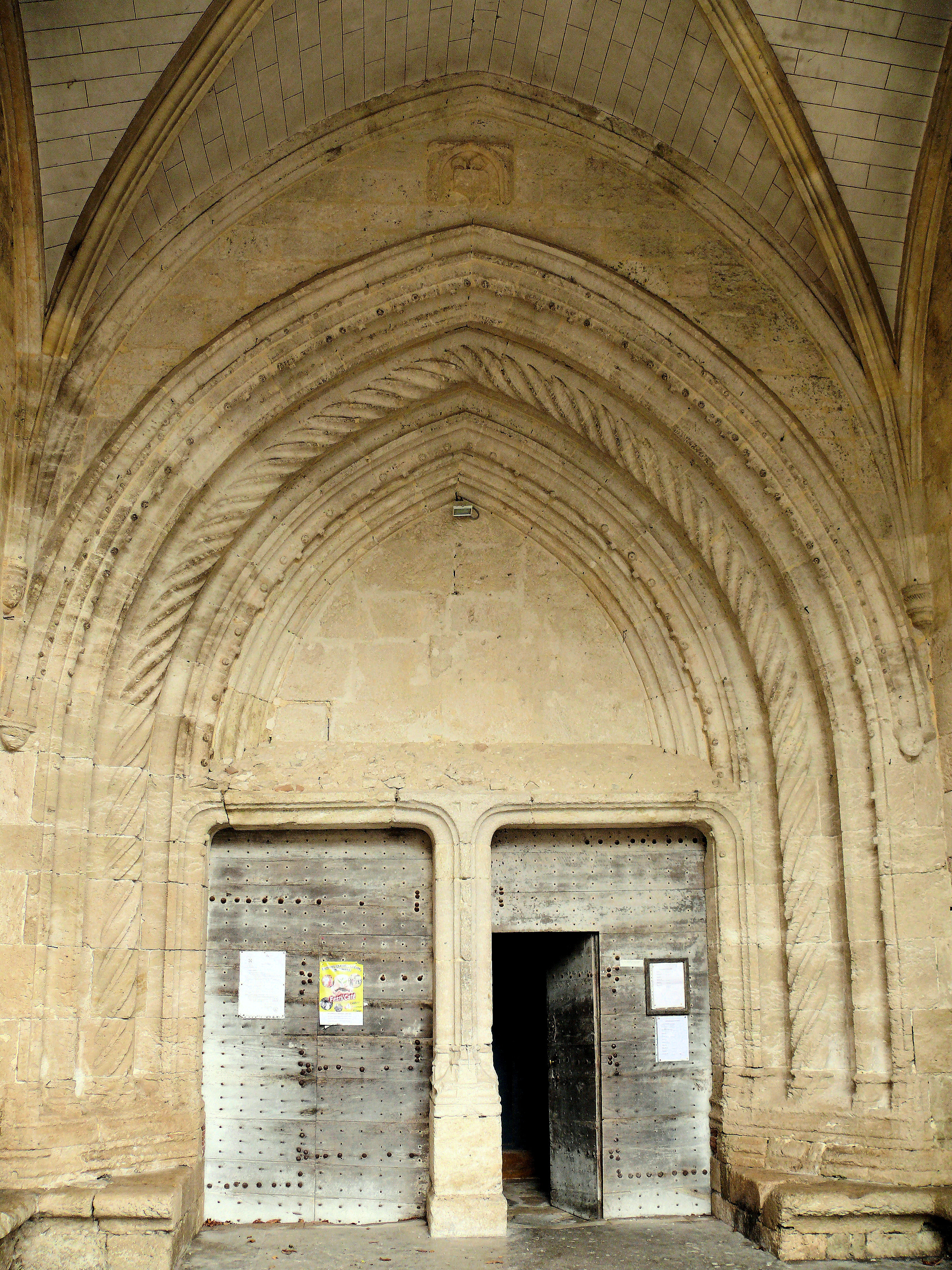
Portail avec voussure torsadée et voussure en bâton écoté.
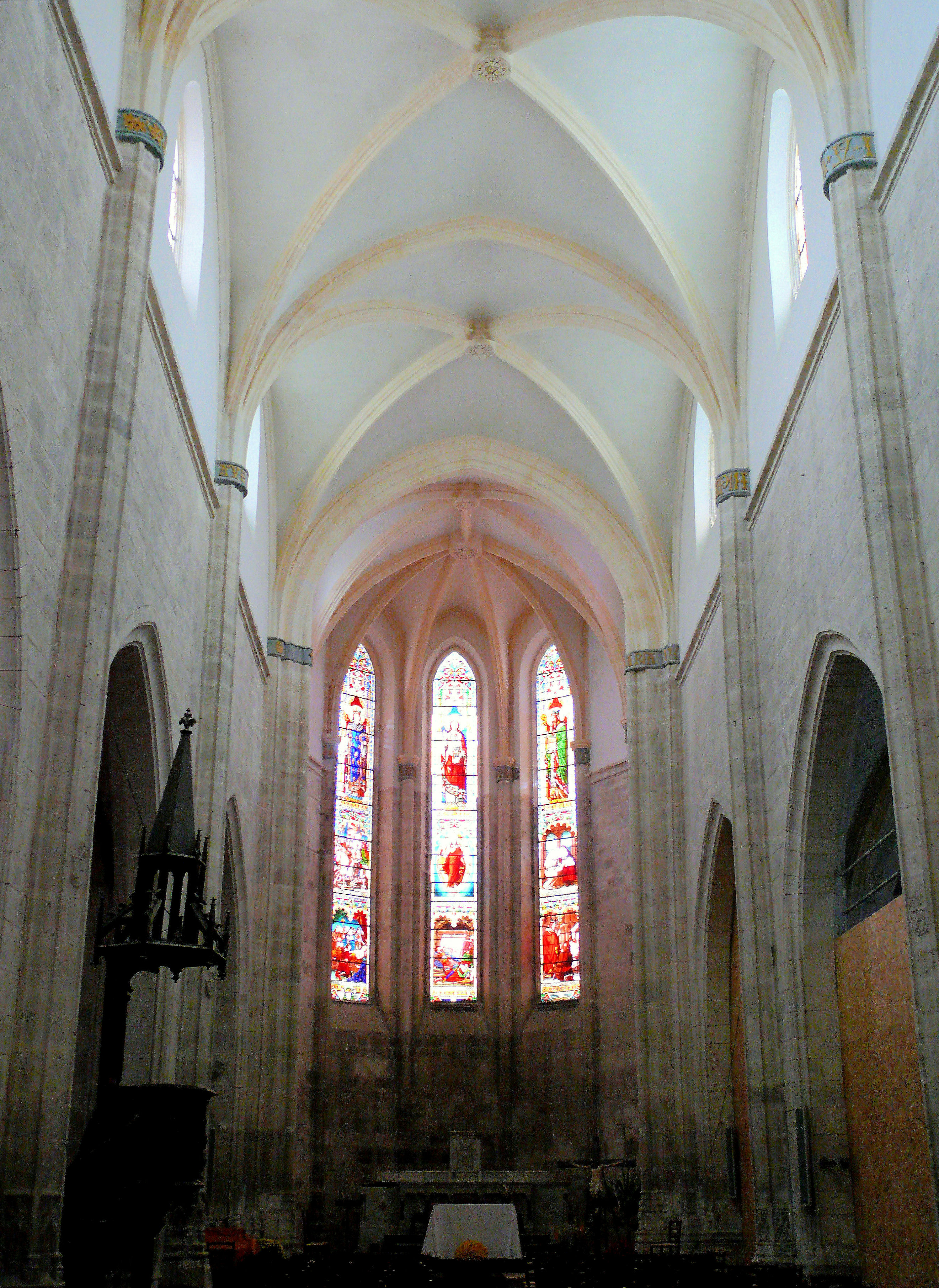
Nef centrale.
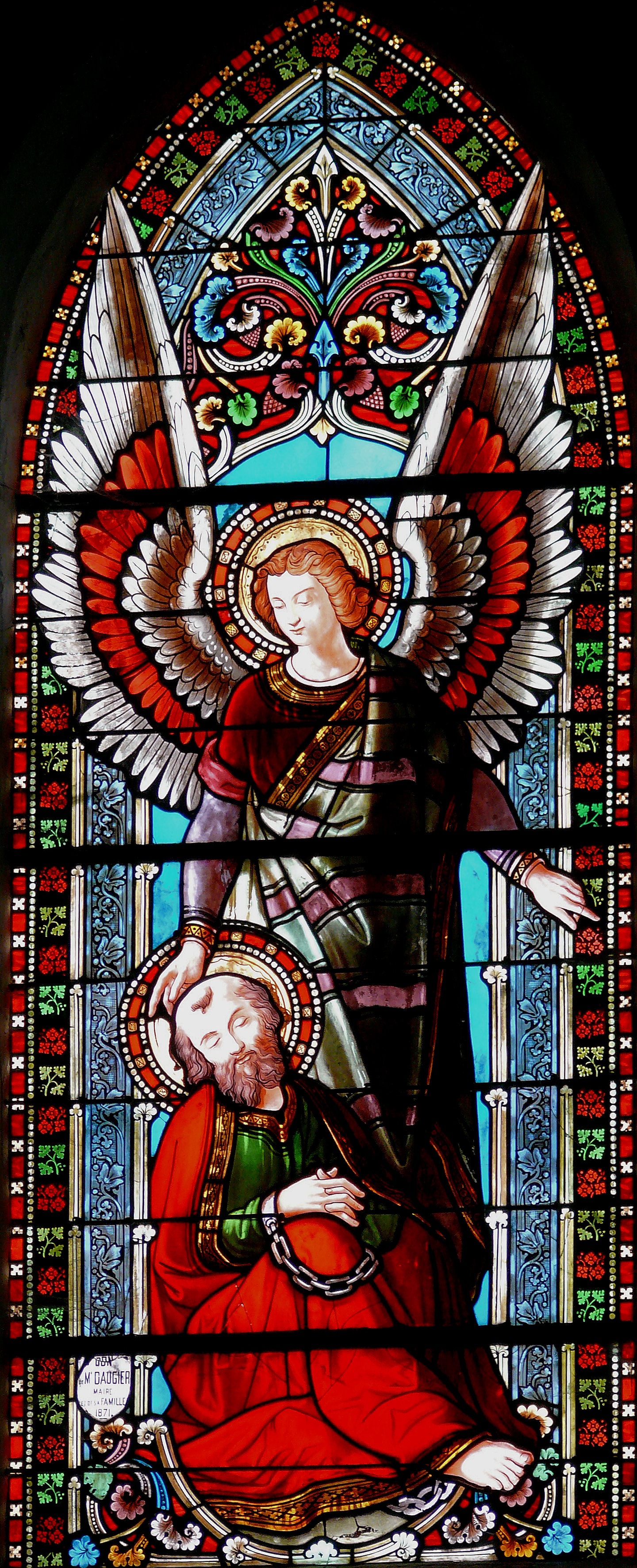
Vitrail de saint Pierre aux liens datant de 1871.

#### Palais des évêques de Sarlat

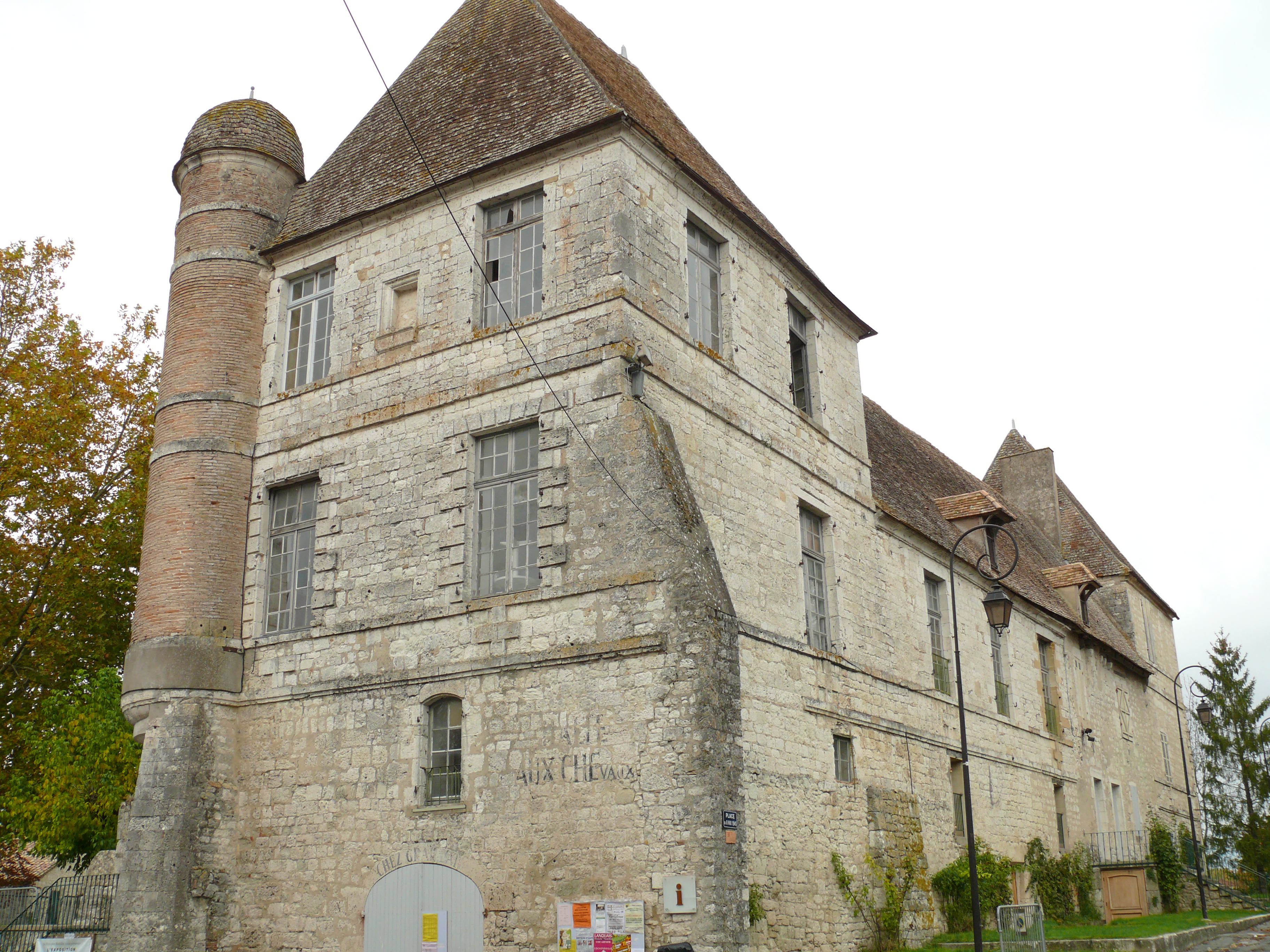
Château des évêques de Sarlat.

Dès le XIVe siècle, les évêques de Sarlat viennent s'installer à Issigeac et en font leur résidence ordinaire. L'un des successeurs, François III de Salignac de La Mothe-Fénelon fait reconstruire le château en 1660 sur des fortifications médiévales. Il devient le Palais des Évêques d'Issigeac. Racheté par la municipalité vers 1900, il abrite aujourd'hui le syndicat d'initiative dans ses caves voûtées.
Ce bâtiment, constitué d'un logis central et de deux ailes latérales, inscrit aux monuments historiques, révèle les caractéristiques de l'architecture classique française : sobriété, symétrie, ordre, clarté.
Son allure est cependant adoucie par les deux petites tourelles rondes en encorbellement accrochées à chaque angle des ailes latérales. Elles correspondent à des escaliers intérieurs.
La « salle des fêtes » du château a été aménagée dans les années 1950. Les peintures, de Pierre Belvès, représentent les châteaux que l’on peut trouver sur l’ancien canton d’Issigeac.

#### Autres monuments
- Maison des têtes : maison gothique du XVe siècle avec pans de bois et poutres sculptées sur base en pierre de taille. Elle est inscrite en 1946 au titre des monuments historiques[66]. Une pétition pour sa restauration a été lancée en 2012 et a rassemblé plus de 500 signatures[67],[68].
- Ancienne prévôté, XVIIe et XVIIIe siècles[69], également inscrite en 1946.
- Maison des dîmes. Ancienne et imposante maison où les doyens puis les seigneurs stockaient le dixième (la dîme) des récoltes recueilli à titre d'impôt.
- Maisons à galeries de bois.
- Vestiges de l'ancienne enceinte de fossés et de remparts dits « Tour de Ville ».
- Château de Ferrant du XIIIe siècle.

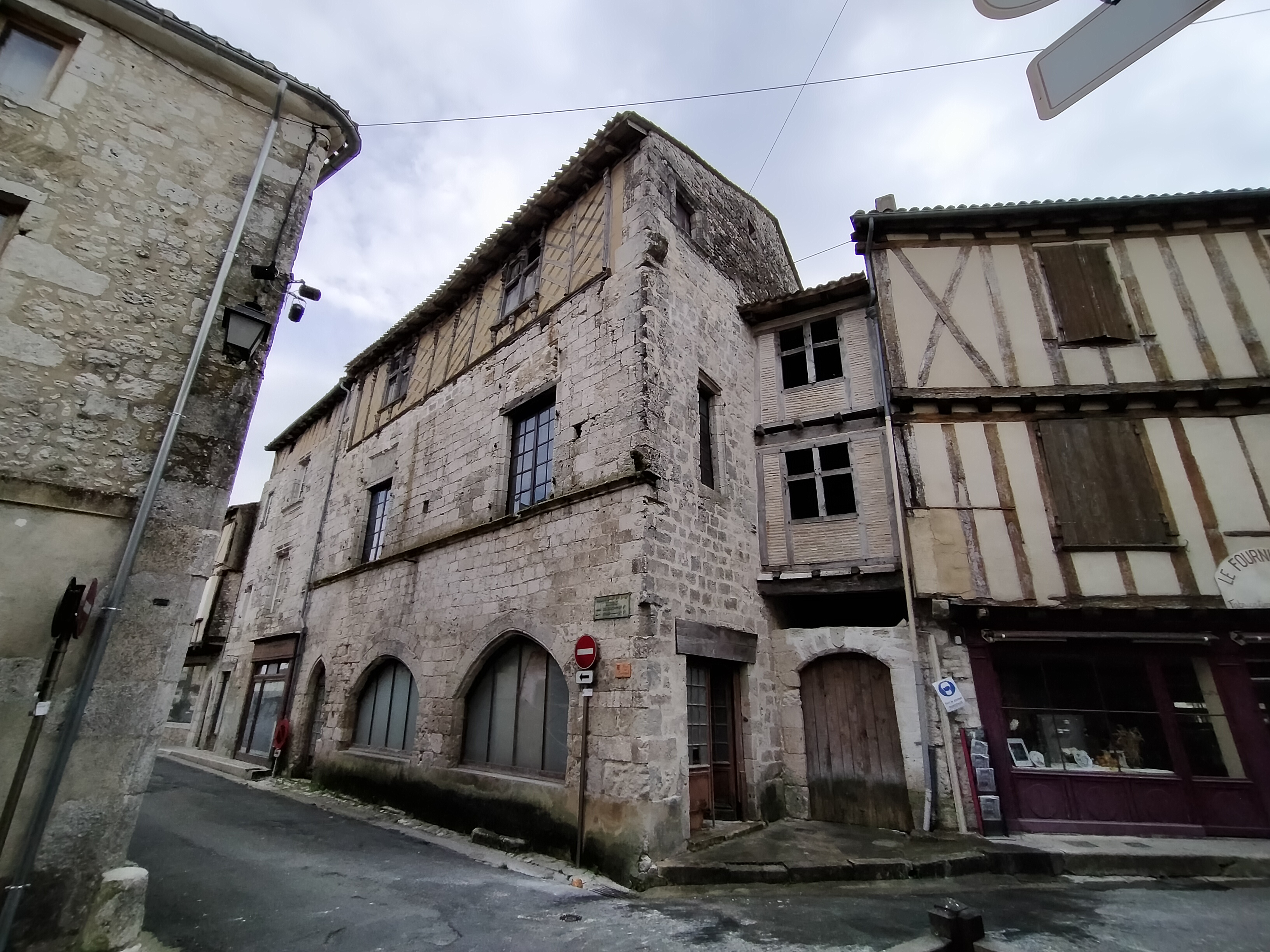
Maison des têtes.
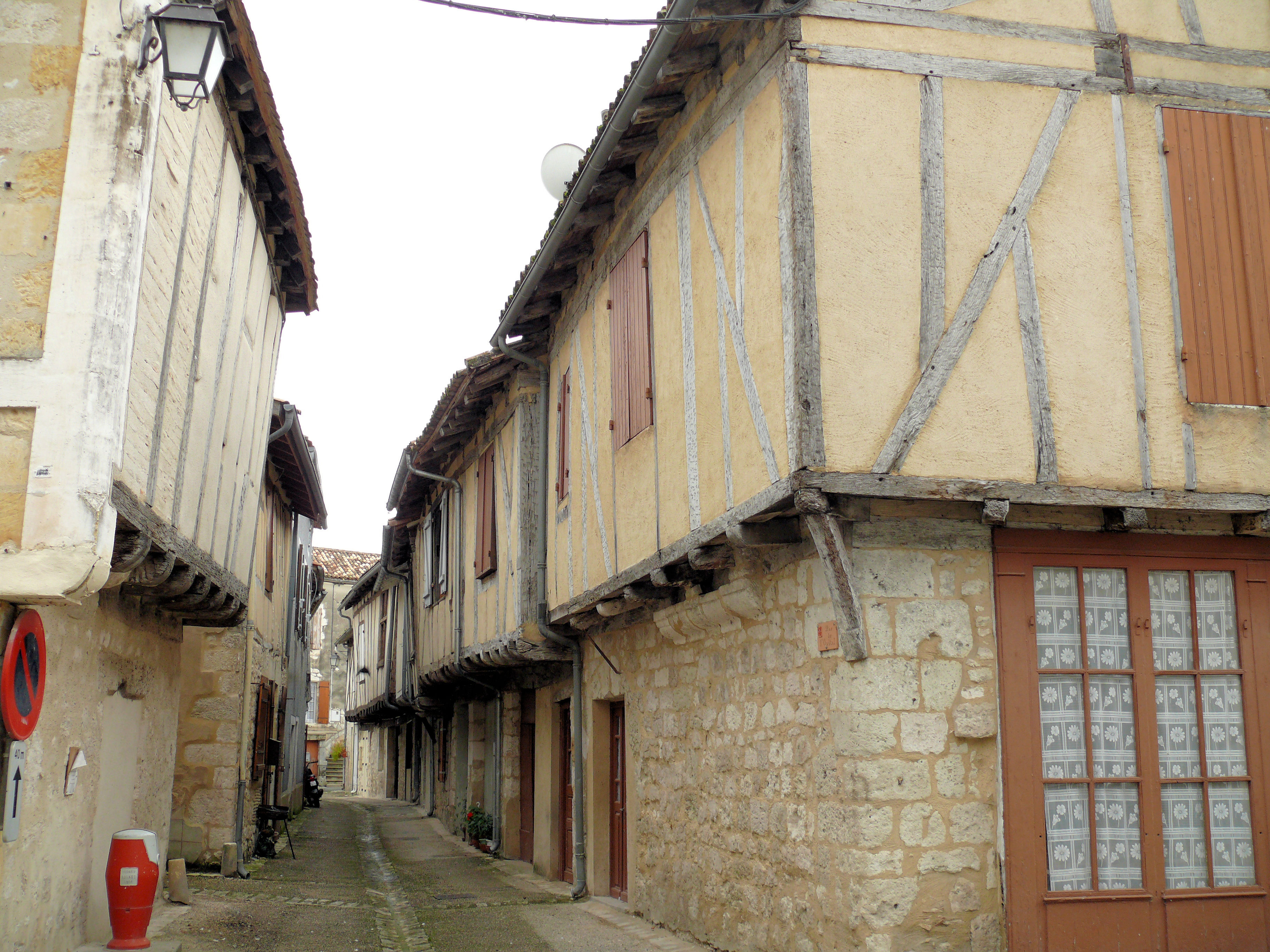
Maisons à pans de bois, rue de l'Oustal.
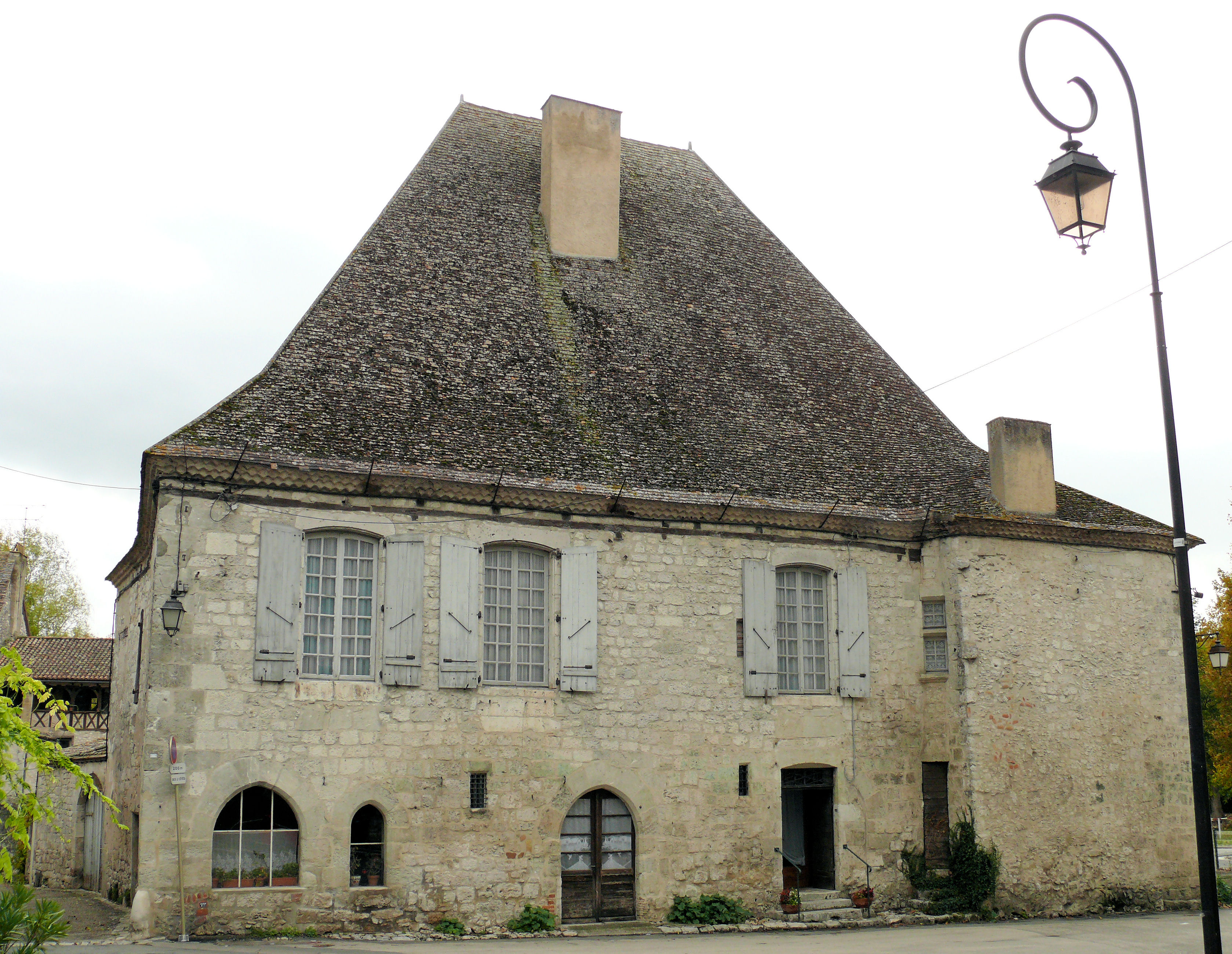
Maison des dîmes.
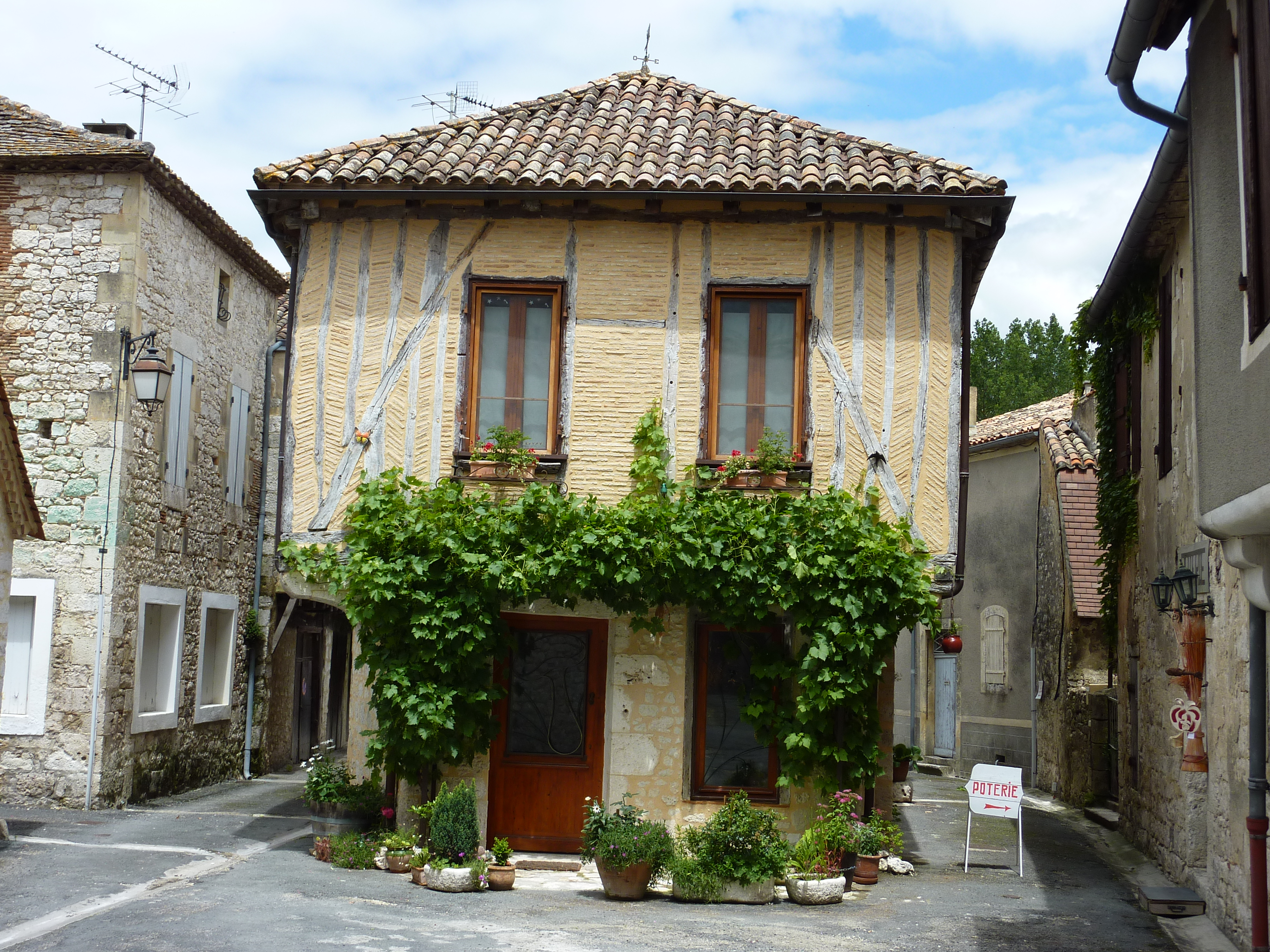
Maison à encorbellement et pans de bois.
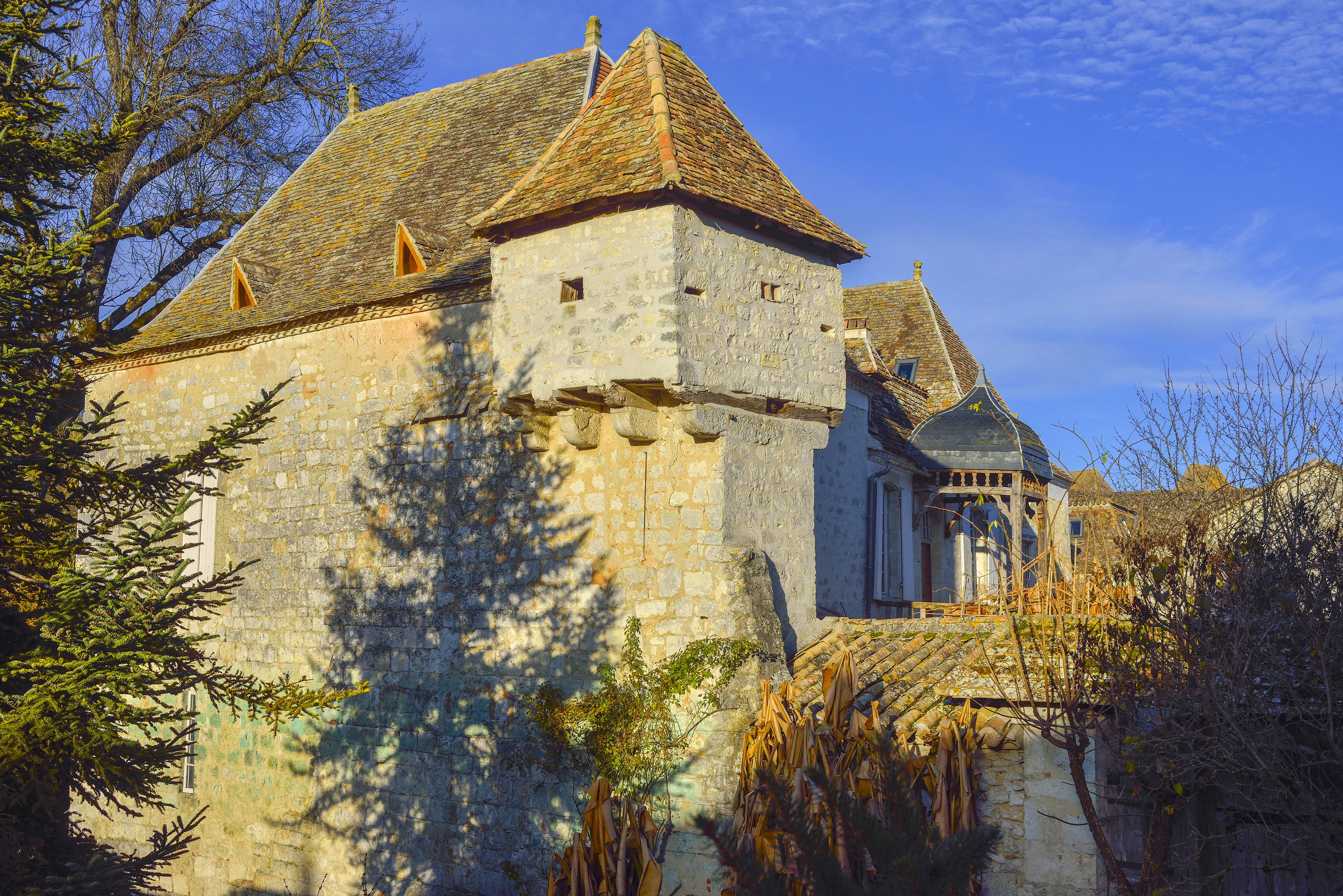
Ancienne Prévôté

### Personnalités liées à la commune
- Michel Jeury y a écrit l'essentiel de son œuvre de science-fiction (période 1960-1987).
- Samueli Naulu (1982-2013), joueur fidjien de rugby à XV, mort à Issigeac.
- Martial Raysse (1936-), peintre et sculpteur français, y réside.
- Henri Verdier (1910-2002), résistant, Compagnon de la Libération, inhumé dans la commune.

### Gastronomie
- Issigeac produit des vins de bergerac et de monbazillac
- La « lise » est un gâteau brioché, recouvert de sucre glace, généralement parfumé à la fleur d'oranger.

### Héraldique
| Armes d'Issigeac | Les armes d'Issigeac se blasonnent ainsi : « D'argent à quatre lionceaux de gueules armés, couronnés et lampassés de même, brisé d'un bâton écoté d'azur raccourci et péri en bande. », |

## Pour approfondir